# Anthony Garotinho
Anthony William Garotinho Matheus de Oliveira  (né à Rio de Janeiro en 1960) est un homme politique brésilien.  Il a changé légalement son nom, ajoutant le surnom "Garotinho" (petit garçon en portugais) qu'il utilisait dans sa carrière  de commentateur sportif. Plusieurs fois emprisonné puis relâché, il est aujourd'hui l'un des symboles les plus représentatifs de la corruption de la classe politique brésilienne.

## Biographie
D'origine libanaise, Anthony Garotinho a commencé à travailler comme animateur à la radio, avant de rejoindre le Parti démocratique travailliste.
Il a été élu gouverneur de l'État de Rio de Janeiro en 1999 charge qu'il a exercé jusqu'en 2002. Après un conflit qu'il a eu avec le chef du PDT, il rejoint le Parti socialiste brésilien. Il rejoint par la suite le Parti du mouvement démocratique brésilien. Garotinho est souvent considéré comme un populiste, et il est plus considéré comme un libéral que comme un socialiste.
Il est également, l'un des hommes politiques évangéliques le plus connu.